# رنه بورخاس
رنه بورخاس (اسپانیایی: René Borjas‎; ۲۳ دسامبر ۱۸۹۷ – ۱۹ دسامبر ۱۹۳۱) بازیکن فوتبال اهل اروگوئه بود.
از باشگاه‌هایی که در آن بازی کرده‌است می‌توان به باشگاه فوتبال مونته‌ویدئو واندررز اشاره کرد.